# Knewstar 001
Der Knewstar 001 ist ein SUV-Coupé der Marke Knewstar des chinesischen Automobilherstellers Geely, der nur in Russland vermarktet wird.

## Geschichte
Das Fahrzeug basiert auf dem ab 2019 gebauten Geely Xingyue S, der auf dem russischen Markt zwischen 2020 und 2024 als Geely Tugella angeboten wurde. Seit September 2024 wird der Knewstar 001 in den drei Ausstattungslinien Luxury, Flagship und Flagship Sport in Russland verkauft. Verglichen mit dem Tugella ist der 001 etwas kürzer und hat einen anderen Kühlergrill. Die Produktion wurde in ein ehemaliges Werk von Changan Ford im grenznahen Harbin verlagert, von dort aus wird der Wagen mit der Eisenbahn nach Russland geliefert. Die Marke Knewstar gründete Geely Experten zufolge, um sich vor Sanktionen der EU und der USA zu schützen.

## Technik

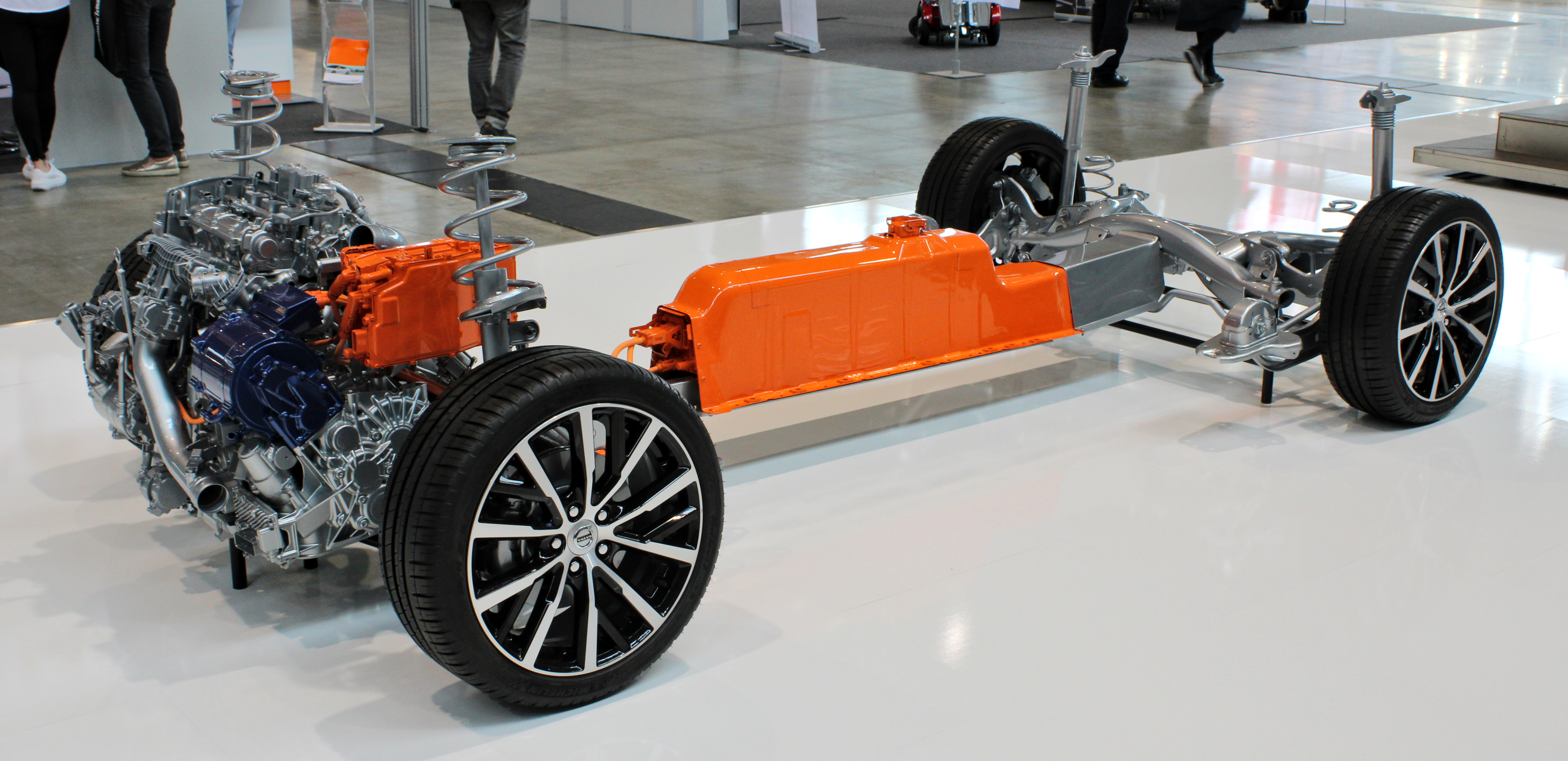
CMA-Plattform

Der 001 basiert auf der CMA-Plattform von Geely, die beispielsweise auch der Volvo XC40 nutzt. Angetrieben wird der 4,59 Meter lange Wagen von einem aufgeladenen Zweiliter-Ottomotor mit 147 kW (200 PS) oder 175 kW (238 PS). Er nutzt ein 8-Stufen-Automatikgetriebe von Aisin und hat immer Allradantrieb. An der Vorderachse kommt eine MacPherson-Radaufhängung und an der Hinterachse eine Mehrlenker-Radaufhängung zum Einsatz.

## Technische Daten
|                                             | 2.0T AWD                     |                              |
| Bauzeitraum                                 | seit 09/2024                 | seit 09/2024                 |
| Motorkenndaten                              |                              |                              |
| Motortyp                                    | R4-Ottomotor                 | R4-Ottomotor                 |
| Motoraufladung                              | Turbolader                   | Turbolader                   |
| Hubraum                                     | 1969 cm³                     | 1969 cm³                     |
| max. Leistung bei min−1                     | 147 kW (200 PS) bei 4500/min | 175 kW (238 PS) bei 5500/min |
| max. Drehmoment bei min−1                   | 325 Nm bei 1800–4000/min     | 350 Nm bei 1800–4500/min     |
| Kraftübertragung                            |                              |                              |
| Antrieb                                     | Allradantrieb                | Allradantrieb                |
| Getriebe                                    | 8-Stufen-Automatikgetriebe   | 8-Stufen-Automatikgetriebe   |
| Messwerte                                   |                              |                              |
| Höchstgeschwindigkeit                       | 210 km/h                     | 210 km/h                     |
| Beschleunigung, 0–100 km/h                  | 7,4 s                        | 6,9 s                        |
| Kraftstoffverbrauch auf 100 km (kombiniert) | 8,1 l Super                  | 8,1 l Super                  |
| Tankinhalt                                  | 54 l                         | 54 l                         |